# Natação nos Jogos Olímpicos de Verão de 2008 - 200 m peito masculino
A competição dos 100 metros peito masculino nos Jogos Olímpicos de Verão de 2008 acontecem nos dias 12, 14 no Centro Aquático Nacional de Pequim.

## Medalhistas
| Ouro   | JPN Kosuke Kitajima |
| Prata  | AUS Brenton Rickard |
| Bronze | FRA Hugues Duboscq  |

## Recordes
Antes desta competição, os recordes mundiais e olímpicos da prova eram os seguintes:
| Tipo | Atleta              | Tempo   | Local  | Data                 | Ref |
| ---- | ------------------- | ------- | ------ | -------------------- | --- |
|      | JPN Kosuke Kitajima | 2:07.51 | Tóquio | 8 de junho de 2008   | ver |
|      | JPN Kosuke Kitajima | 2:09.44 | Atenas | 18 de agosto de 2004 |     |

## Eliminatórias

### Eliminatória 1
| # | Pista | Nome                          | País          | Tempo   | Notas |
| - | ----- | ----------------------------- | ------------- | ------- | ----- |
| 1 | 4     | Edvinas Dautartas             | LTU Lituânia  | 2:13.11 |       |
| 2 | 6     | Sandeep Sejwal                | IND Índia     | 2:15.24 |       |
| 3 | 2     | Leopoldo José Andara González | VEN Venezuela | 2:17.77 |       |
| 4 | 5     | Omer Aslanoglu                | TUR Turquia   | 2:17.93 |       |
| 5 | 3     | Sergio Andres Ferreyra        | ARG Argentina | 2:20.10 |       |

### Eliminatória 2
| # | Pista | Nome                   | País              | Tempo   | Notas |
| - | ----- | ---------------------- | ----------------- | ------- | ----- |
| 1 | 4     | Carlos Almeida         | POR Portugal      | 2:13.34 |       |
| 2 | 3     | Jakob Johann Sveinsson | ISL Islândia      | 2:15.58 |       |
| 3 | 8     | Laurent Carnol         | LUX Luxemburgo    | 2:15.87 |       |
| 4 | 5     | Sujong Sin             | KOR Coreia do Sul | 2:16.21 |       |
| 5 | 6     | Martti Aljand          | EST Estônia       | 2:16.52 |       |
| 6 | 2     | Miguel Molina          | PHI Filipinas     | 2:16.94 |       |
| 7 | 1     | Wei-Wen Wang           | TPE Taipé Chinês  | 2:17.20 |       |
| 8 | 7     | Valentin Preda         | ROU Romênia       | DNS     |       |

### Eliminatória 3
| # | Pista | Nome                      | País                | Tempo   | Notas |
| - | ----- | ------------------------- | ------------------- | ------- | ----- |
| 1 | 3     | Thiago Pereira            | BRA Brasil          | 2:11.40 |       |
| 2 | 5     | Tom Be'eri                | ISR Israel          | 2:11.44 |       |
| 3 | 4     | Melquiades Alvarez        | ESP Espanha         | 2:12.59 |       |
| 4 | 2     | Jiří Jedlička             | CZE República Checa | 2:15.79 |       |
| 5 | 8     | Romanos Iasonas Alyfantis | GRE Grécia          | 2:16.04 |       |
| 6 | 7     | Sofiane Daid              | ALG Argélia         | 2:16.15 |       |
| 7 | 6     | Zhongjian Lai             | CHN China           | 2:16.28 |       |
| 8 | 1     | Robin Van Aggele          | NED Países Baixos   | 2:17.14 |       |

### Eliminatória 4
| # | Pista | Nome              | País              | Tempo   | Notas |
| - | ----- | ----------------- | ----------------- | ------- | ----- |
| 1 | 7     | Andrew Bree       | IRL Irlanda       | 2:10.91 | Q     |
| 2 | 6     | Glenn Snyders     | NZL Nova Zelândia | 2:11.19 | Q     |
| 3 | 1     | Istvan Hunor Mate | AUT Áustria       | 2:11.56 |       |
| 4 | 5     | Yevgeniy Ryzhkov  | KAZ Cazaquistão   | 2:12.44 |       |
| 5 | 8     | Julien Nicolardot | FRA França        | 2:12.76 |       |
| 6 | 3     | Sergio Garcia     | ESP Espanha       | 2:14.30 |       |
| 7 | 2     | Maxim Podoprigora | AUT Áustria       | 2:14.43 |       |
| 8 | 4     | James Kirton      | GBR Grã-Bretanha  | 2:15.25 |       |

### Eliminatória 5
| # | Pista | Nome                 | País               | Tempo   | Notas |
| - | ----- | -------------------- | ------------------ | ------- | ----- |
| 1 | 2     | Paolo Bossini        | ITA Itália         | 2:08.98 | Q, OR |
| 2 | 5     | Scott Spann          | USA Estados Unidos | 2:10.61 | Q     |
| 3 | 3     | Kristopher Gilchrist | GBR Grã-Bretanha   | 2:11.13 | Q     |
| 4 | 4     | Grigory Falko        | RUS Rússia         | 2:11.88 |       |
| 5 | 8     | Mihail Alexandrov    | BUL Bulgária       | 2:11.94 |       |
| 6 | 6     | Christian Sprenger   | AUS Austrália      | 2:12.56 |       |
| 7 | 1     | Mathieu Bois         | CAN Canadá         | 2:12.87 |       |
| 8 | 7     | Alexey Zinovyev      | RUS Rússia         | 2:16.40 |       |

### Eliminatória 6
| # | Pista | Nome               | País               | Tempo   | Notas |
| - | ----- | ------------------ | ------------------ | ------- | ----- |
| 1 | 6     | Mike Andrew Brown  | CAN Canadá         | 2:09.84 | Q     |
| 2 | 3     | Eric Shanteau      | USA Estados Unidos | 2:10.29 | Q     |
| 3 | 2     | William Diering    | RSA África do Sul  | 2:10.39 | Q     |
| 4 | 7     | Neil Versfeld      | RSA África do Sul  | 2:10.50 | Q     |
| 5 | 4     | Brenton Rickard    | AUS Austrália      | 2:11.00 | Q     |
| 6 | 5     | Alexander Dale Oen | NOR Noruega        | 2:11.30 |       |
| 7 | 1     | Henrique Barbosa   | BRA Brasil         | 2:12.99 |       |
| 8 | 8     | Chris Christensen  | DEN Dinamarca      | 2:13.92 |       |

### Eliminatória 7
| # | Pista | Nome               | País            | Tempo   | Notas |
| - | ----- | ------------------ | --------------- | ------- | ----- |
| 1 | 6     | Dániel Gyurta      | HUN Hungria     | 2:08.68 | Q, OR |
| 2 | 2     | Loris Facci        | ITA Itália      | 2:09.12 | Q     |
| 3 | 5     | Hugues Duboscq     | FRA França      | 2:09.42 | Q     |
| 4 | 4     | Kosuke Kitajima    | JPN Japão       | 2:09.89 | Q     |
| 5 | 7     | Vladislav Polyakov | KAZ Cazaquistão | 2:10.83 | Q     |
| 6 | 1     | Igor Borysik       | UKR Ucrânia     | 2:11.08 | Q     |
| 7 | 3     | Yuta Suenaga       | JPN Japão       | 2:11.30 |       |
| 8 | 8     | Valerii Dymo       | UKR Ucrânia     | 2:11.65 |       |

## Semi-finais

### Semi-final 1
| #  | Pista | Nome            | País               | Tempo   | Notas |
| -- | ----- | --------------- | ------------------ | ------- | ----- |
| 1  | 3     | Kosuke Kitajima | JPN Japão          | 2:08.61 | Q, OR |
| 3  | 2     | Scott Spann     | USA Estados Unidos | 2:09.08 | Q     |
| 7  | 4     | Paolo Bossini   | ITA Itália         | 2:09.95 | Q     |
| 8  | 5     | Hugues Duboscq  | FRA França         | 2:09.97 | Q     |
| 11 | 7     | Andrew Bree     | IRL Irlanda        | 2:10.16 |       |
| 12 | 6     | William Diering | RSA África do Sul  | 2:10.21 |       |
| 14 | 1     | Igor Borysik    | UKR Ucrânia        | 2:10.99 |       |
| 16 | 8     | Glenn Snyders   | NZL Nova Zelândia  | 2:12.07 |       |

### Semi-final 2
| #  | Pista | Nome                 | País               | Tempo   | Notas |
| -- | ----- | -------------------- | ------------------ | ------- | ----- |
| 2  | 3     | Mike Brown           | CAN Canadá         | 2:08.88 | Q     |
| 4  | 1     | Brenton Rickard      | AUS Austrália      | 2:09.72 | Q     |
| 5  | 4     | Dániel Gyurta        | HUN Hungria        | 2:09.73 | Q     |
| 6  | 5     | Loris Facci          | ITA Itália         | 2:09.75 | Q     |
| 9  | 3     | Neil Versfeld        | RSA África do Sul  | 2:10.06 |       |
| 10 | 6     | Eric Shanteau        | USA Estados Unidos | 2:10.10 |       |
| 13 | 8     | Kristopher Gilchrist | GBR Grã-Bretanha   | 2:10.27 |       |
| 15 | 7     | Vladislav Polyakov   | KAZ Cazaquistão    | 2:11.87 |       |

## Final
| #                 | Pista | Nome            | País               | Tempo   | Notas |
| ----------------- | ----- | --------------- | ------------------ | ------- | ----- |
| Medalha de ouro   | 4     | Kosuke Kitajima | JPN Japão          | 2:07.64 | OR    |
| Medalha de prata  | 6     | Brenton Rickard | AUS Austrália      | 2:08.88 | OC    |
| Medalha de bronze | 8     | Hugues Duboscq  | FRA França         | 2:08.94 |       |
| 4                 | 5     | Mike Brown      | CAN Canadá         | 2:09.03 |       |
| 5                 | 2     | Dániel Gyurta   | HUN Hungria        | 2:09.22 |       |
| 6                 | 3     | Scott Spann     | USA Estados Unidos | 2:09.76 |       |
| 7                 | 7     | Loris Facci     | ITA Itália         | 2:10.57 |       |
| 8                 | 1     | Paolo Bossini   | ITA Itália         | 2:11.48 |       |

Legenda
| Recorde mundial      | Recorde mundial (World record)               |                       | Recorde africano                      | Recorde africano (African) |                                           | Q | Classificado por posição (Qualified) |
| Recorde olímpico     | Recorde olímpico (Olympic record)            | Recorde da América    | Recorde da América (Americas)         | q                          | Classificado por melhor tempo (Qualified) |   |                                      |
| Melhor marca do ano  | Melhor marca do ano (World leading)          | Recorde asiático      | Recorde asiático (Asian)              | DNS                        | Não largou (Did not start)                |   |                                      |
| Recorde nacional     | Recorde nacional (National record)           | Recorde europeu       | Recorde europeu (European)            | DNF                        | Não terminou (Did not finish)             |   |                                      |
| Recorde pessoal      | Recorde pessoal do atleta (Personal best)    | Recorde da Oceania    | Recorde da Oceania (Oceania)          | DSQ / DQ                   | Desclassificado (Disqualified)            |   |                                      |
| Recorde da temporada | Recorde da temporada do atleta (Season best) | Recorde sul-americano | Recorde sul-americano (South America) | NM                         | Sem marca (No mark)                       |   |                                      |